# Ковалёв, Алексей Анатольевич
Алексей Анатольевич Ковалёв (р. 15 сентября 1963, Ленинград) — российский археолог, общественный и политический деятель.
Депутат Ленсовета (1990—1993), в 1990—1991 — председатель Комиссии по комплексному развитию и сохранению исторического центра города. Депутат Законодательного собрания Санкт-Петербурга (1994—2021).
На 2021 год является сотрудником Института археологии РАН.

## Биография
Родился в семье служащих.
Окончил исторический факультет ЛГУ по кафедре археологии (1985).
- В 1985—1988 годах — экскурсовод музея Суворова.
- В 1988—1989 годах — консультант фирмы «Майнор-Нева».
- В 1989—1992 годах — директор Ленинградского археологического объединения.
- В 1993—2007 годах — заместитель директора Санкт-Петербургского филиала Российского НИИ культурного и природного наследия (с 1999 года институт носит имя Д. С. Лихачёва).

Автор ряда научных работ по археологии стран Евразии, происхождению скифов.
Член-корреспондент Германского археологического института (1996).

### Общественная деятельность в 1986—1990 годах
В сентябре 1986 года создал «Группу спасения памятников истории и культуры Ленинграда», считающуюся первой легальной независимой общественной организацией в СССР (была зарегистрирована при ЦТИ ДК Ильича). Группа возникла в ходе борьбы за спасение дома Дельвига на Владимирской площади (Загородный проспект, 1), проводила акции в защиту архитектурных памятников Ленинграда, за возвращение исторических названий улицам и площадям центра города.
В 1987 году прошли самые громкие акции группы — против сноса гостиницы «Англетер». 16—18 марта проходил пикет, группу поддержали многие известные деятели культуры. После того, как власти снесли здание, был организован постоянно действующий пикет; через месяц состоялся митинг «Месяц памяти „Англетера“», собравший около 2 тыс. человек.

### Политическая деятельность

#### Депутат Ленсовета
- 1990—1993 — депутат Ленсовета[3]; был избран при поддержке блока «Демократические выборы-90». Был членом Ленинградского народного фронта.

В 1990—1991 годах — председатель Комиссии по комплексному развитию и сохранению исторического центра города (в 1991 году комиссия ликвидирована).
В период 1-й сессии — один из лидеров депутатской группы «Антикризис», не поддержавшей ни одного из главных претендентов на пост председателя (Марина Салье и Пётр Филиппов).
После того, как выборы председателя Ленсовета зашли в тупик, предложил кандидатуру Анатолия Собчака и участвовал в переговорах с ним.
В 1991 году был одним из инициаторов решения Ленсовета о проведении опроса населения Ленинграда «О восстановлении первоначального названия города»; в бюллетени вошёл вопрос в его формулировке.

#### Депутат Законодательного Собрания Санкт-Петербурга
Избирался депутатом Законодательного Собрания Санкт-Петербурга:
- 1994 — во втором туре; был выдвинут от блока «Любимый город»;
- 1998 — во втором туре; выдвинут от «Блока Юрия Болдырева», поддержан объединёнными демократами. Вошёл во фракцию «Блока Юрия Болдырева», в ноябре 2000 года был одним из создателей фракции «Союз правых сил».
- 2002 — выдвинут от блока СПС + «Яблоко», член фракции СПС, с января 2004 года — член Демократической фракции (СПС + «Яблоко»), 1 ноября 2006 года перешёл во фракцию «Справедливая Россия».
- 2007 — избран по списку партии «Справедливая Россия».
- 2011 — избран по списку партии «Справедливая Россия» (№ 3 общегородской части списка). После избрания Павла Солтана заместителем Председателя ЗакСа стал руководителем фракции.
- 2016 — избран по списку партии «Справедливая Россия».

С 2000 года боролся против передачи в ведение Управления делами Президента РФ зданий в Санкт-Петербурге, большинство из которых являются памятниками архитектуры. Борется против строительства «Охта-центра», считая, что строительство небоскрёба нарушит визуальную целостность центральной части города и будет нерентабельно; против демонтажа трамвайных путей в центральных районах города.
Входил в Союз правых сил. 15 марта 2006 года вступил в Российскую партию жизни, которая позднее стала составной частью партии «Справедливая Россия».
В 2012 году в составе рабочей группы Правительства РФ принимал участие в разработке законопроекта № 245-ФЗ «О внесении изменений в отдельные законодательные акты Российской Федерации в части пресечения незаконной деятельности в области археологии», известного как «Закон о кладах».
На выборах в Государственную думу VII созыва (2016) баллотировался от партии «Справедливая Россия» по 218 Южному одномандатному избирательному округу, город Санкт-Петербург, а также был включен в федеральный список от «Справедливой России».
25 мая 2021 года сообщил о выходе из «Справедливой России», заявив о планах баллотироваться в ЗакС от «Партии Роста». Основной причиной выхода из партии послужили разногласия с однопартийцами по поводу выборов по общегородским спискам. Также Алексей Ковалёв был недоволен тем, что «партия поменяла свой облик» в связи объединением с партиями «Патриоты России» Геннадия Семигина и «За правду» Захара Прилепина. На выборах в сентябре 2021 впервые не избрался в Законодательное Санкт-Петербурга.
После выборов продолжил заниматься научной деятельностью.

### Уголовное дело
В октябре 1998 года против Алексея Ковалёва было возбуждено уголовное дело по статье 165 ч. 3 п. «б» УК РФ (причинение имущественного ущерба путём обмана или злоупотребления доверием, совершенное группой лиц по предварительному сговору, причинившее крупный ущерб) — он подозревался в том, что вступил в преступный сговор с целью хищения бюджетных средств, выделенных т. н. «коллективной депутатской поправкой» на ремонт и реставрацию памятников истории и культуры Санкт-Петербурга.
Из-за отказа Законодательного собрания лишить Ковалёва депутатской неприкосновенности дело было выделено в отдельное производство и приостановлено. Однако, после изменения законодательства о порядке привлечения к уголовной ответственности депутатов субъектов федерации, 23 апреля 2002 года Ковалёв был арестован.
Ряд известных политиков оценили арест как неадекватную меру пресечения, а уголовное преследование как носящее заказной характер. Так, Юлий Рыбаков неоднократно отмечал, что обвинения против Ковалёва «носят политический характер и исполнены прокуратурой по заказу из Смольного» — в частности, обращение прокуратуры к Законодательному собранию о возбуждении против него уголовного дела последовало сразу же за рассмотрением в суде заявления о незаконности переноса выборов губернатора на более ранний срок.
Был создан комитет в защиту А. Ковалёва, в который вошли Михаил Бродский (координатор фракции СПС), Ольга Старовойтова (глава Фонда Галины Старовойтовой), Юрий Вдовин (заместитель председателя правозащитной организации «Гражданский контроль»), Юрий Шмидт (председатель российского комитета адвокатов «В защиту прав человека»).
30 апреля мера пресечения Ковалёву была изменена на подписку о невыезде. 12 января 2005 года уголовное дело было прекращено в связи с незаконностью привлечения к уголовной ответственности (при возбуждении уголовного дела прокурором Санкт-Петербурга не было направлено представление в Законодательное собрание).

### Семья
Имеет двух сыновей: Николая и Михаила.